# Seinuridae
Seinuridae är en familj av rundmaskar. Seinuridae ingår i ordningen Aphelenchida, klassen Adenophorea, fylumet rundmaskar och riket djur.
Familjen innehåller bara släktet Seinura.